# Bojan Starman
Bojan Starman (ur. 4 lipca 1950 w m. Selo) – słoweński polityk, ekonomista, menedżer i samorządowiec, lider Listy Obywatelskiej, poseł do Zgromadzenia Państwowego.

## Życiorys
W młodości zajmował się lekkoatletyką, uzyskał wynik 10,8 s w biegu na 100 m. Karierę sportową zakończył na skutek kontuzji. W 1969 został absolwentem szkoły średniej w miejscowości Škofja Loka, a w 1977 studiów ekonomicznych na Uniwersytecie Lublańskim. W pierwszej połowie lat 70. podjął pracę w przedsiębiorstwie Alpina, z którą był zawodowo związany do połowy lat 90. W międzyczasie kierował firmą Poliks, po powrocie do Alpiny w latach 80. obejmował kierownicze stanowiska, w 1988 został jej dyrektorem naczelnym. Od 1996 do 2011 w różnych okresach kierował innymi przedsiębiorstwami.
Od 1994 przez kilkanaście lat był burmistrzem gminy Žiri. W 1999 objął funkcję dyrektora biura logistyki w ministerstwie obrony. W 2000 był sekretarzem stanu w resorcie gospodarki w czasie rządu Andreja Bajuka. W latach 2004–2008 sprawował mandat posła do Zgromadzenia Państwowego z ramienia Słoweńskiej Partii Demokratycznej. W 2011 po raz drugim wybrany na deputowanego, mandat uzyskał jako kandydat ugrupowania Obywatelska Lista Gregora Viranta. W 2014 został nowym przewodniczącym tej partii (która w 2012 przyjęła nazwę Lista Obywatelska). Jego ugrupowanie ostatecznie w 2024 zostało wykreślone z rejestru partii politycznych.